# Leopold II van Toscane
Leopold Johan Jozef Frans Ferdinand Karel (Florence, 3 oktober 1797 - Rome, 29 januari 1870), aartshertog van Oostenrijk, was van 1824 tot 1859 (met een korte onderbreking in 1849) als Leopold II groothertog van Toscane. Hij was de zoon van Ferdinand III van Toscane en Louisa Maria van Bourbon-Sicilië, dochter van Ferdinand I der Beide Siciliën.

## Leven
Hij begeleidde zijn vader in 1799 bij diens ballingschap naar Wenen, Salzburg en Würzburg en keerde in 1814 met hem naar Toscane terug. In 1824 volgde hij zijn vader op als groothertog, in welke hoedanigheid hij op relatief liberale wijze regeerde. Hij liet vele bouwwerken en wegen aanleggen, stimuleerde onderwijs en wetenschap, hervormde de justitie en stond enige persvrijheid toe.
Toen in 1845 en 1846 desondanks onlusten uitbraken, voerde hij een aantal bestuurlijke hervormingen in. Naar aanleiding van de liberale beweging die ontstond na de verkiezing van paus Pius IX stond hij op 17 februari 1848 als een van de eerste Italiaanse heersers een grondwet toe, waar het volk echter geen genoegen mee nam. Onder druk van Italiaans-nationalistische radicalen (zie ook Risorgimento) zag hij zich genoodzaakt troepen naar Lombardije te zenden om daar tegen de Oostenrijkers te strijden. Toen de invloed van de radicalen groeide, verliet hij op 9 februari 1849 het land. Hij voegde zich op 21 februari bij de eveneens gevluchte Pius IX in Gaeta. Na de Oostenrijkse overwinning in de Slag bij Novara werd in Toscane een dictator geïnstalleerd, wiens bewind echter weinig succesvol was. De regering nodigde Leopold daarom op 12 april uit terug te keren.
Hij aanvaardde het aanbod, maar liet op 25 mei eerst Oostenrijkse troepen binnenrukken. Pas op 28 juli keerde hij zelf terug; de Oostenrijkers bleven tot 1855. Hij verdaagde in september 1850 het parlement, liet revolutionairen gevangenzetten en trok op 5 mei 1852 de grondwet weer in.
Leopold bleef bij zijn onderdanen weinig populair, te meer omdat hij in 1859 weigerde tegen Oostenrijk ten strijde te trekken. Toen in dat jaar een opstand uitbrak die hem wilde dwingen zich bij Piëmont-Sardinië aan te sluiten, verliet hij op 27 april het land. Hij deed op 21 juli troonsafstand ten gunste van zijn zoon Ferdinand IV, die echter nooit daadwerkelijk zou regeren. Leopold bracht zijn laatste levensjaren door in Oostenrijk en stierf op 29 januari 1870 te Rome.

## Huwelijken en kinderen
Leopold II was sinds 16 november 1817 gehuwd met prinses Maria Anna van Saksen (1799-1832), dochter van Maximiliaan van Saksen en Carolina van Parma. Uit dit huwelijk werden de volgende kinderen geboren:
- Carolina (1822-1841), bleef ongehuwd.
- Augusta Ferdinanda (1 april 1825 - 26 april 1864), gehuwd met prins Luitpold van Beieren, de ouders van de latere koning Lodewijk III van Beieren.
- Maximiliana (1827-1834), stierf op jonge leeftijd.

Hij hertrouwde op 7 juni 1833 met Maria Antonia van Bourbon-Sicilië, dochter van Frans I der Beide Siciliën. Uit dit huwelijk werden geboren:
- Maria Isabella (21 mei 1834 - 14 juli 1901), gehuwd met Frans de Paula van Bourbon-Sicilië, zoon van koning Frans I der Beide Siciliën en koningin Theresia van Oostenrijk.
- Ferdinand (10 juli 1835 - 17 januari 1908), groothertog van Toscane. Huwde eerst met prinses Anna, dochter van koning Johan van Saksen. Na diens dood huwde hij met prinses Alice van Bourbon-Parma, dochter van hertog Karel III van Parma.
- Maria Theresia (29 juni 1836 - 5 augustus 1838)
- Maria Christina (5 februari 1838 - 1 september 1849)
- Karel Salvator (30 april 1839 - 18 januari 1912), huwde Maria Immaculata van Bourbon-Sicilië, een dochter van koning Ferdinand II der Beide Siciliën.
- Maria Anna (9 juni 1840 - 13 augustus 1841)
- Ranieri (1 mei 1842 - 14 augustus 1844)
- Maria Louisa (31 oktober 1845 - 27 augustus 1917), huwde Karel van Isenburg en Büdingen.
- Luigi Salvatore (4 augustus 1847 - 12 oktober 1915)
- Johan Salvator (25 november 1852 - 1891?), huwde Milly Stubel.

## Kwartierstaat
| Frans I Stefan van Lotharingen (1708–1765) | Frans I Stefan van Lotharingen (1708–1765) | Frans I Stefan van Lotharingen (1708–1765) | Frans I Stefan van Lotharingen (1708–1765) | Frans I Stefan van Lotharingen (1708–1765) | Frans I Stefan van Lotharingen (1708–1765) |                               |                               | Maria Theresia van Oostenrijk (1717-1780) | Maria Theresia van Oostenrijk (1717-1780) | Maria Theresia van Oostenrijk (1717-1780) | Maria Theresia van Oostenrijk (1717-1780) | Maria Theresia van Oostenrijk (1717-1780) | Maria Theresia van Oostenrijk (1717-1780) |                                       |                                       | Karel III van Spanje (1716-1788)     | Karel III van Spanje (1716-1788)     | Karel III van Spanje (1716-1788)     | Karel III van Spanje (1716-1788)     | Karel III van Spanje (1716-1788)     | Karel III van Spanje (1716-1788)     |  |  | Maria Amalia van Saksen (1724-1760)        | Maria Amalia van Saksen (1724-1760)        | Maria Amalia van Saksen (1724-1760)        | Maria Amalia van Saksen (1724-1760)        | Maria Amalia van Saksen (1724-1760)        | Maria Amalia van Saksen (1724-1760)        |                                              |                                              | Frans I Stefan van Lotharingen (1708–1765)   | Frans I Stefan van Lotharingen (1708–1765)   | Frans I Stefan van Lotharingen (1708–1765)   | Frans I Stefan van Lotharingen (1708–1765)   | Frans I Stefan van Lotharingen (1708–1765) | Frans I Stefan van Lotharingen (1708–1765) |                                           |                                           | Maria Theresia van Oostenrijk (1717-1780) | Maria Theresia van Oostenrijk (1717-1780) | Maria Theresia van Oostenrijk (1717-1780) | Maria Theresia van Oostenrijk (1717-1780) | Maria Theresia van Oostenrijk (1717-1780) | Maria Theresia van Oostenrijk (1717-1780) |
| Frans I Stefan van Lotharingen (1708–1765) | Frans I Stefan van Lotharingen (1708–1765) | Frans I Stefan van Lotharingen (1708–1765) | Frans I Stefan van Lotharingen (1708–1765) | Frans I Stefan van Lotharingen (1708–1765) | Frans I Stefan van Lotharingen (1708–1765) |                               |                               | Maria Theresia van Oostenrijk (1717-1780) | Maria Theresia van Oostenrijk (1717-1780) | Maria Theresia van Oostenrijk (1717-1780) | Maria Theresia van Oostenrijk (1717-1780) | Maria Theresia van Oostenrijk (1717-1780) | Maria Theresia van Oostenrijk (1717-1780) |                                       |                                       | Karel III van Spanje (1716-1788)     | Karel III van Spanje (1716-1788)     | Karel III van Spanje (1716-1788)     | Karel III van Spanje (1716-1788)     | Karel III van Spanje (1716-1788)     | Karel III van Spanje (1716-1788)     |  |  | Maria Amalia van Saksen (1724-1760)        | Maria Amalia van Saksen (1724-1760)        | Maria Amalia van Saksen (1724-1760)        | Maria Amalia van Saksen (1724-1760)        | Maria Amalia van Saksen (1724-1760)        | Maria Amalia van Saksen (1724-1760)        |                                              |                                              | Frans I Stefan van Lotharingen (1708–1765)   | Frans I Stefan van Lotharingen (1708–1765)   | Frans I Stefan van Lotharingen (1708–1765)   | Frans I Stefan van Lotharingen (1708–1765)   | Frans I Stefan van Lotharingen (1708–1765) | Frans I Stefan van Lotharingen (1708–1765) |                                           |                                           | Maria Theresia van Oostenrijk (1717-1780) | Maria Theresia van Oostenrijk (1717-1780) | Maria Theresia van Oostenrijk (1717-1780) | Maria Theresia van Oostenrijk (1717-1780) | Maria Theresia van Oostenrijk (1717-1780) | Maria Theresia van Oostenrijk (1717-1780) |
|                                            |                                            |                                            |                                            |                                            |                                            |                               |                               |                                           |                                           |                                           |                                           |                                           |                                           |                                       |                                       |                                      |                                      |                                      |                                      |                                      |                                      |  |  |                                            |                                            |                                            |                                            |                                            |                                            |                                              |                                              |                                              |                                              |                                              |                                              |                                            |                                            |                                           |                                           |                                           |                                           |                                           |                                           |                                           |                                           |
|                                            |                                            |                                            |                                            |                                            |                                            |                               |                               |                                           |                                           |                                           |                                           |                                           |                                           |                                       |                                       |                                      |                                      |                                      |                                      |                                      |                                      |  |  |                                            |                                            |                                            |                                            |                                            |                                            |                                              |                                              |                                              |                                              |                                              |                                              |                                            |                                            |                                           |                                           |                                           |                                           |                                           |                                           |                                           |                                           |
|                                            |                                            |                                            |                                            | Keizer Leopold II (1747-1792)              | Keizer Leopold II (1747-1792)              | Keizer Leopold II (1747-1792) | Keizer Leopold II (1747-1792) | Keizer Leopold II (1747-1792)             | Keizer Leopold II (1747-1792)             |                                           |                                           |                                           |                                           |                                       |                                       | Marie Louise van Bourbon (1745-1792) | Marie Louise van Bourbon (1745-1792) | Marie Louise van Bourbon (1745-1792) | Marie Louise van Bourbon (1745-1792) | Marie Louise van Bourbon (1745-1792) | Marie Louise van Bourbon (1745-1792) |  |  | Ferdinand I der Beide Siciliën (1751-1825) | Ferdinand I der Beide Siciliën (1751-1825) | Ferdinand I der Beide Siciliën (1751-1825) | Ferdinand I der Beide Siciliën (1751-1825) | Ferdinand I der Beide Siciliën (1751-1825) | Ferdinand I der Beide Siciliën (1751-1825) |                                              |                                              |                                              |                                              |                                              |                                              | Maria Carolina van Oostenrijk (1752-1814)  | Maria Carolina van Oostenrijk (1752-1814)  | Maria Carolina van Oostenrijk (1752-1814) | Maria Carolina van Oostenrijk (1752-1814) | Maria Carolina van Oostenrijk (1752-1814) | Maria Carolina van Oostenrijk (1752-1814) |                                           |                                           |                                           |                                           |
|                                            |                                            |                                            |                                            | Keizer Leopold II (1747-1792)              | Keizer Leopold II (1747-1792)              | Keizer Leopold II (1747-1792) | Keizer Leopold II (1747-1792) | Keizer Leopold II (1747-1792)             | Keizer Leopold II (1747-1792)             |                                           |                                           |                                           |                                           |                                       |                                       | Marie Louise van Bourbon (1745-1792) | Marie Louise van Bourbon (1745-1792) | Marie Louise van Bourbon (1745-1792) | Marie Louise van Bourbon (1745-1792) | Marie Louise van Bourbon (1745-1792) | Marie Louise van Bourbon (1745-1792) |  |  | Ferdinand I der Beide Siciliën (1751-1825) | Ferdinand I der Beide Siciliën (1751-1825) | Ferdinand I der Beide Siciliën (1751-1825) | Ferdinand I der Beide Siciliën (1751-1825) | Ferdinand I der Beide Siciliën (1751-1825) | Ferdinand I der Beide Siciliën (1751-1825) |                                              |                                              |                                              |                                              |                                              |                                              | Maria Carolina van Oostenrijk (1752-1814)  | Maria Carolina van Oostenrijk (1752-1814)  | Maria Carolina van Oostenrijk (1752-1814) | Maria Carolina van Oostenrijk (1752-1814) | Maria Carolina van Oostenrijk (1752-1814) | Maria Carolina van Oostenrijk (1752-1814) |                                           |                                           |                                           |                                           |
|                                            |                                            |                                            |                                            |                                            |                                            |                               |                               |                                           |                                           | Ferdinand III van Toscane (1769-1824)     | Ferdinand III van Toscane (1769-1824)     | Ferdinand III van Toscane (1769-1824)     | Ferdinand III van Toscane (1769-1824)     | Ferdinand III van Toscane (1769-1824) | Ferdinand III van Toscane (1769-1824) |                                      |                                      |                                      |                                      |                                      |                                      |  |  |                                            |                                            |                                            |                                            |                                            |                                            | Louisa Maria van Bourbon-Sicilië (1773-1802) | Louisa Maria van Bourbon-Sicilië (1773-1802) | Louisa Maria van Bourbon-Sicilië (1773-1802) | Louisa Maria van Bourbon-Sicilië (1773-1802) | Louisa Maria van Bourbon-Sicilië (1773-1802) | Louisa Maria van Bourbon-Sicilië (1773-1802) |                                            |                                            |                                           |                                           |                                           |                                           |                                           |                                           |                                           |                                           |
|                                            |                                            |                                            |                                            |                                            |                                            |                               |                               |                                           |                                           | Ferdinand III van Toscane (1769-1824)     | Ferdinand III van Toscane (1769-1824)     | Ferdinand III van Toscane (1769-1824)     | Ferdinand III van Toscane (1769-1824)     | Ferdinand III van Toscane (1769-1824) | Ferdinand III van Toscane (1769-1824) |                                      |                                      |                                      |                                      |                                      |                                      |  |  |                                            |                                            |                                            |                                            |                                            |                                            | Louisa Maria van Bourbon-Sicilië (1773-1802) | Louisa Maria van Bourbon-Sicilië (1773-1802) | Louisa Maria van Bourbon-Sicilië (1773-1802) | Louisa Maria van Bourbon-Sicilië (1773-1802) | Louisa Maria van Bourbon-Sicilië (1773-1802) | Louisa Maria van Bourbon-Sicilië (1773-1802) |                                            |                                            |                                           |                                           |                                           |                                           |                                           |                                           |                                           |                                           |
|                                            |                                            |                                            |                                            |                                            |                                            |                               |                               |                                           |                                           |                                           |                                           |                                           |                                           |                                       |                                       |                                      |                                      |                                      |                                      | Leopold II van Toscane (1797-1870)   |                                      |  |  |                                            |                                            |                                            |                                            |                                            |                                            |                                              |                                              |                                              |                                              |                                              |                                              |                                            |                                            |                                           |                                           |                                           |                                           |                                           |                                           |                                           |                                           |